# Cyclotarsus chapellei
Cyclotarsus chapellei är en mångfotingart som först beskrevs av Demange 1957.  Cyclotarsus chapellei ingår i släktet Cyclotarsus och familjen Odontopygidae. Inga underarter finns listade i Catalogue of Life.